# Michael Kiwanuka
Michael Kiwanuka   (Muswell Hill, 3 de maig de 1988) nom artistic de Michael Samuel Kiwanuka és un cantant britànic, freqüentment comparat a Bill Withers o a Otis Redding. Va guanyar el premi Sound of 2012 de la BBC el gener de 2012i el Hyundai Premi Mercury 2020 a l'àlbum de l'any amb el seu àlbum titulat Kiwanuka

## Biografia
Fill d'ugandesos que fugien del règim d'Idi Amin Dada, Michael Kiwanuka creix al barri de Muswell Hill, al nord de Londres, aficionant-se al club de futbol Tottenham i a la guitarra. Michael diu d'aquest període: «a casa hi havia poca música perquè el tocadiscs estava trencat». Als 12 anys la seva mare li regala una guitarra, que és per a ell una revelació. Comença a tocar en grups del barri. En aquests grups és influït sobretot per Nirvana o Radiohead.
Escolta als 15 anys dos discos que li dona un amic ((Sittin' On) The Dock of the Bay d'Otis Redding i l'àlbum The Freewheelin' de Bob Dylan) i s'anima a fer música en solitari. Més endavant es converteix en músic d'estudi (sobretot per a artistes de R&B, funk i jazz) i després ambiciona escriure per altres. Diu d'aquest moment: "És sobretot quan he començat a escriure cançons quan he pres més consciència de la meva veu. Però m'ha calgut molta perseverança".
Paul Butler, cantant, músic i productor dels The Bees el pren llavors sota la seva protecció i grava amb ell el seu primer àlbum a l'illa de Wight. Aquest primer àlbum, Home Again és molt ben rebut per la crítica, que l'assenyala com a futur prodigi del soul britànic i alguns li veuen un gran futur. La cançó que obre l'àlbum, Tell Me a Tale, és descrita per Inrocks dient que « combina el groove embriagador del Dear Mister Fantasy de Traffic, l'hedonisme soul de Curtis Mayfield i la sensualitat de Van Morrison», la qual cosa fa d'ella un «clàssic immediat».
Actua de teloner dels concerts d'Adele. També col·labora amb Dan Auerbach (membre dels Black Keys) per a la cançó, Lasan, que surt a la cara B de la seva single I'm Getting Ready.
La seva cançó de 2016: I'm a Black Man in a White World ha transcendit la música i s'ha convertit en himne per a la població negra dels EUA. Kiwanuka en diu: "No és només per als negres, qualsevol pot sentir-s'hi identificat. Estan passant moltes coses al món que porten a la gent a establir una connexió especial amb aquesta cançó. Ho veiem cada dia en les notícies. Està succeint alguna cosa que crèiem superat, especialment a certes zones dels EUA. Estar al carrer es converteix en una activitat de risc pel simple fet de ser negre. Part de la culpa la tenen els prejudicis i els estereotips, això és el més perillós de tot. Hem de trobar una solució, perquè així no es pot viure."

## Estil musical
Kiwanuka és comparat sovint a Bill Withers o Van Morrison pel seu timbre de veu. La seva música barreja la intimitat del folk i la calidesa del soul. Certs crítics descriuen la seva música com un folk-soul auster i intemporal.
Confessa que « el descobriment del tema d'Otis Redding, Sittin' in the Dock of the Bay » l'ha marcat particularment ». Michael Kiwanuka està inspirat igualment pel folk, sobretot el de Bob Dylan. Els crítics han anotat igualment similituds de la seva música amb el folk rock de Tim Buckley.

## En la cultura popular
La seva cançó Cold little heart s'utilitza com a opening de la sèrie d'HBO Big Little Lies.

## Discografia

### Àlbums d'estudi
| Home Again                                                                                   | - Release: 12 de març de 2012 - Label: Polydor Records - Formats: CD, descàrrega digital, vinil    | 4  | 67 | 13 | 2 | 16 | 1 | 3  | 17 | 8  | 86  | - BPI: Gold - NVPI: Gold |
| Love & Hate                                                                                  | - Release: 15 de juliol de 2016 - Label: Polydor Records - Formats: CD, descàrrega digital, vinil  | 1  | 35 | 11 | 9 | 15 | 8 | —  | —  | —  | 170 | - BPI: Silver            |
| Kiwanuka                                                                                     | - Release: 1 de novembre de 2019 - Label: Polydor Records - Formats: CD, descàrrega digital, vinil | 39 | 2  | 31 | 4 | 11 | 6 | 12 | 37 | 59 | 142 |                          |
| Small Changes                                                                                | - Release: 15 de novembre de 2024                                                                  |    |    |    |   |    |   |    |    |    |     |                          |
| "—" denota un àlbum que no va entrar en llistes o que no es va publicar en aquell territori. | |    |    |    |   |    |   |    |    |    |     |                          |

### Extended plays
| Títol                                      | Detalls                                                                                      |
| ------------------------------------------ | -------------------------------------------------------------------------------------------- |
| Tell Me a Tale EP (Isle of Wight Sessions) | - Released: 24 April 2011 - Label: Communion Records - Format: Digital download, 10" vinyl   |
| iTunes Festival: London 2011               | - Released: 8 July 2011 - Label: Polydor Records - Format: Digital download                  |
| I'm Getting Ready EP                       | - Released: 24 July 2011 - Label: Communion Records - Format: Digital download, 10" vinyl    |
| You've Got Nothing to Lose                 | - Released: 18 February 2014 - Label: Third Man Records - Format: Digital download, 7" vinyl |

### Singles
| 2012                                                                           | "Home Again"                 | 29  | 3  | 61 | 21  | 59 | 29 | Home Again  |
| 2012                                                                           | "I'm Getting Ready"          | 187 | —  | —  | —   | —  | 8  | Home Again  |
| 2012                                                                           | "I'll Get Along"             | —   | 54 | 68 | —   | —  | —  | Home Again  |
| 2012                                                                           | "Bones"                      | —   | 67 | 85 | —   | —  | —  | Home Again  |
| 2013                                                                           | "Tell Me a Tale"             | —   | 58 | —  | 159 | —  | 10 | Home Again  |
| 2016                                                                           | "Black Man in a White World" | —   | 81 | —  | 104 | —  | —  | Love & Hate |
| 2016                                                                           | "Love & Hate"                | —   | 74 | —  | —   | —  | 8  | Love & Hate |
| 2016                                                                           | "One More Night"             | —   | 96 | —  | —   | —  | 11 | Love & Hate |
| 2017                                                                           | "Cold Little Heart"          | —   | —  | —  | 174 | —  | 6  | Love & Hate |
| "—" denotes a single that did not chart or was not released in that territory. |                              |     |    |    |     |    |    |             |